# Chicago Film Critics Association
Chicago Film Critics Association è una associazione che annualmente premia il mondo del cinema con i Chicago Film Critics Association Awards.
L'associazione, inoltre, organizza il Chicago Critics Film Festival dal 2013 per proiettare cortometraggi e lungometraggi ad un pubblico più ampio.

## Storia e membri
L'associazione fu fondata nel 1990 da Sharon LeMaire e Sue Kiner, critiche cinematografiche, a seguito dell'enorme successo della prima edizione dei Chicago Film Critics Association Awards.
I membri dell'associazione sono critici cinematografici professionisti che sono impiegati nei media da almeno sei mesi e risidiedono nella città di Chicago, Illinois. Per essere accettato tra i membri un critico deve produrre una lettera firmata da un editore o un produttore in cui attesti il suo status di critico, oltre a fornire lavori pubblicati o mandati in onda. Attualmente ci sono oltre 60 membri.

## Premi
Creati nel 1988, riconoscono annualmente il successo nella produzione cinematografica e nella recitazione.

### Categorie attuali
- Miglior film
- Miglior regista
- Miglior attore
- Migliore attrice
- Miglior attore non protagonista
- Migliore attrice non protagonista
- Migliore sceneggiatura originale (dal 2006)
- Migliore sceneggiatura non originale (dal 2006)
- Miglior film in lingua straniera
- Miglior film documentario (dal 2001)
- Miglior film d'animazione (dal 2007)
- Migliore fotografia (1990-1993; dal 1995)
- Miglior montaggio (dal 2012)
- Miglior scenografia (dal 2012)
- Migliori costumi (dal 2019)
- Migliore colonna sonora originale (dal 1993)
- Migliori effetti speciali (dal 2019)
- Migliore performance rivelazione (dal 2001)
- Premio Milos Stehlik per il regista rivoluzionario (dal 2019)

### Categorie ritirate
- Migliore sceneggiatura (1990-2005)
- Miglior attore esordiente (1988-2000)
- Migliore attrice esordiente (1988-2000)
- Miglior regista rivelazione (2001-2018)